# Могилёвский голос
«Могилёвский голос» — ежедневная общественно-политическая и литературная газета радикально-либерального направления.

## История
Издавалась с 6 (19) января до 22 августа (4 сентября) 1906 в Могилёве на русском языке. Основатель и первый редактор-издатель Ю. Ю. Бехли. С 22 февраля 1906 год газету издавала общества «провинциальная пресса», 3 мая 1906 редактором стал Н. А. Шафрановски. В программном статье редакция заявила, что газета будет служить всеобщей политической свободе на основе «конституционно-демократической программы», равноправию, «экономическим интересам трудящихся масс» (6 января). В публикациях Я. Окуня «Местная хроника» (28 января), «Про либерализм» (5 февраля), «Партийное жизнь: Резолюция» большевиков «об отношении к национальным социал-демократических партий» (7 апреля), «Отечество в опасности» (28 апреля), «Революция и творчество» (12 июля) и др.. поддерживала освободительное движение и революцию. В статьях «О Л. Н. Толстом и пролетариате», «Популярные беседы» Окунь пропагандировал марксистский взгляд на общество, роль различных классов в революции; Л. Толстого считал великим писателем, относил его к идеологов буржуазии. Газета положительно оценила творчество М. Горького, Л. Андреева. В отделе «Театр и музыка» освещала культурно-просветительскую деятельность в Гомеле. 11 раз подвергалась судебным преследованиям и административным взысканиям за поддержку революции, организацию сбора пожертвований для ссыльных.